# Annecy
Annecy (wymowaⓘ) – miasto i gmina w południowo-wschodniej Francji, w regionie Owernia-Rodan-Alpy, w departamencie Górna Sabaudia, położone u podnoża Alp Sabaudzkich, nad jeziorem Annecy. W 2018 roku populacja gminy wynosiła 131 481 mieszkańców.
1 stycznia 2017 roku połączono 6 istniejących wcześniej gmin: Annecy, Annecy-le-Vieux, Cran-Gevrier, Meythet, Pringy oraz Seynod. Siedzibą nowej gminy została miejscowość Annecy, a gmina przyjęła jej nazwę.
W XVI wieku Annecy zostało ważnym ośrodkiem kontrreformacji. To tu w 1535 roku przeniesiono z pobliskiej szwajcarskiej Genewy, zdominowanej przez zwolenników Jana Kalwina, siedzibę biskupstwa katolickiego. W latach 1602–1622 funkcję biskupa sprawował św. Franciszek Salezy, pochowany w tutejszej bazylice Nawiedzenia. W Annecy w młodości przebywał pisarz i filozof Jean-Jacques Rousseau.
Miejscowość znana jest z uprawianych na przyległym jeziorze Annecy sportów wodnych. Liczne kanały oraz mosty sprawiają, że to urokliwe miasteczko zwane jest alpejską Wenecją. Może pochwalić się ono starówką z fasadami o pastelowych barwach, zamkiem z XII wieku. Obok zamku, na wzgórzu, znajduje się katedra La Visitation. Miejscowość ta była kandydatem do zorganizowania Zimowych Igrzysk Olimpijskich w 2018 roku, jednak przegrała z Monachium i późniejszym triumfatorem, Pjongczangiem.
Od 1960 roku w mieście organizowany jest Międzynarodowy Festiwal Filmów Animowanych.
W mieście powstał pierwszy hipermarket sieci Carrefour, który otwarto w czerwcu 1960.
8 czerwca 2023 w Annecy w ataku nożownika zostały ranne dwie osoby dorosłe w podeszłym wieku i czworo dzieci (najmłodsze dziecko miało 22 miesiące, najstarsze 3 lata). Nikt nie zginął, napastnik został zatrzymany.

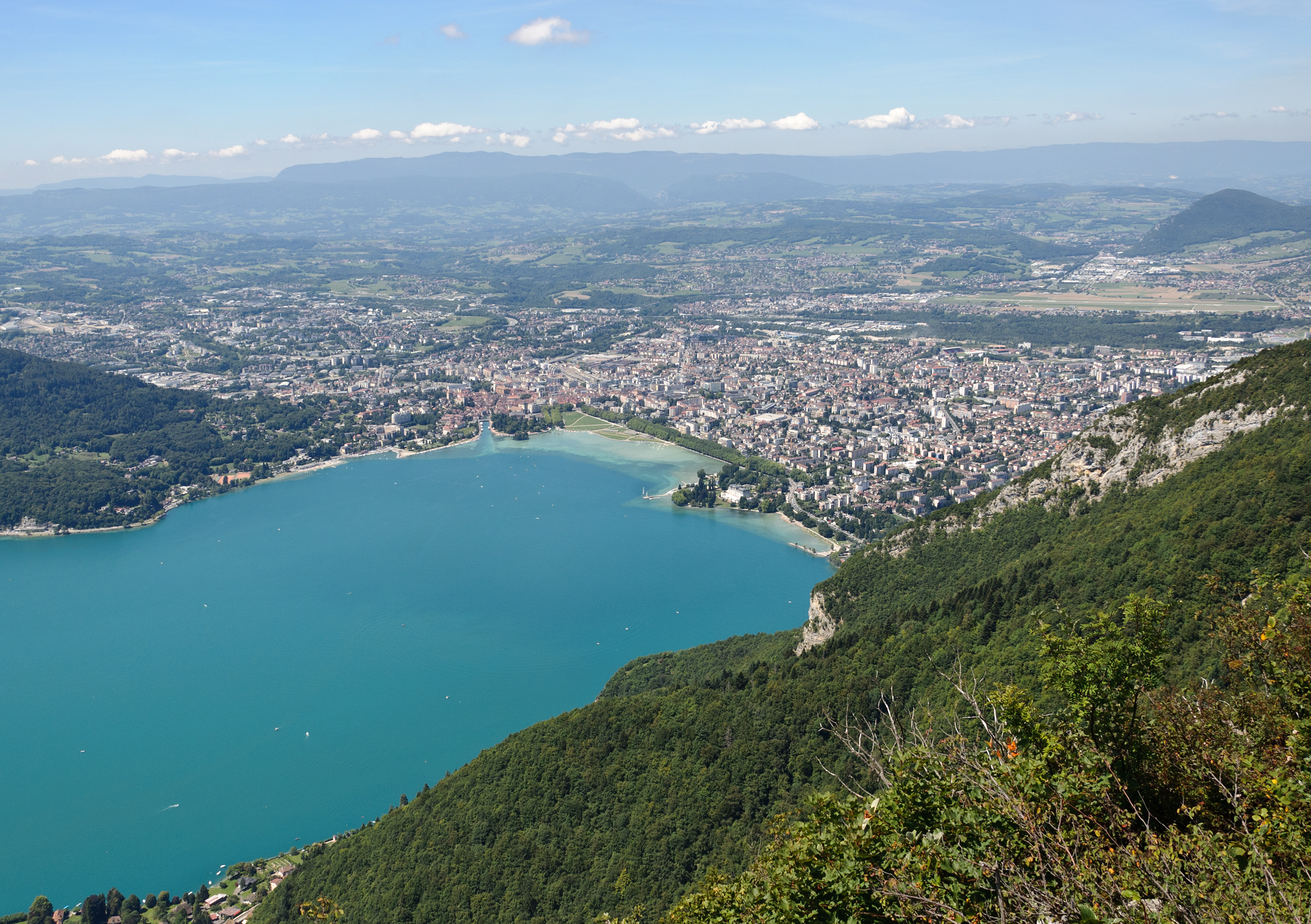
Widok Annecy

## Ludzie urodzeni w Annecy
- André Dussollier, aktor teatralny i filmowy
- David Poisson, francuski narciarz alpejski

## Miasta partnerskie
- Bayreuth, Niemcy
- Cheltenham, Wielka Brytania
- Liptowski Mikułasz, Słowacja
- Vicenza, Włochy